# Mistrzostwa Świata w Łyżwiarstwie Szybkim w Wieloboju Kobiet 1947
5. mistrzostwa świata w łyżwiarstwie szybkim w wieloboju kobiet odbyły się w dniach 8–9 lutego 1947 roku w norweskim Drammen. Łyżwiarki startowały na czterech dystansach: 500 m, 1000 m, 3000 m, 5000 m. Zwyciężczynią zostawała zawodniczka, która wygrała trzy z czterech dystansów lub uzyskała najniższą sumę punktów. Mistrzynią świata została Finka – Verné Lesche. Do biegu na 5000 m awansowało tylko dziesięć najlepszych łyżwiarek po trzech dystansach.

## Wyniki zawodów
| Miejsce | Zawodniczka        | Państwo        | 500m      | 3000m       | 1000m        | 5000m        | Pkt     |
| ------- | ------------------ | -------------- | --------- | ----------- | ------------ | ------------ | ------- |
|         | Verné Lesche       | Finlandia      | 52,7 (1)  | 5.43,8 (1)  | 1.53,9 (1)   | 9.51,7 (1)   | 226,120 |
|         | Else Christiansen  | Norwegia       | 54,5 (4)  | 6.25,7 (4)  | 1.58,8 (3)   | 11.28,6 (3)  | 247,043 |
|         | Maggi Kvestad      | Norwegia       | 55,6 (6)  | 6.23,3 (3)  | 2.02,4 (5)   | 11.13,5 (2)  | 248,033 |
| 4       | Elsa Jondalen      | Norwegia       | 54,9 (5)  | 6.40,0 (9)  | 2.02,3 (4)   | 11.49,1 (8)  | 253,627 |
| 5       | Anne Eriksen       | Norwegia       | 56,7 (7)  | 6.34,6 (6)  | 2.03,4 (6)   | 11.45,0 (7)  | 254,667 |
| 6       | Betzy Baltzersen   | Norwegia       | 54,3 (3)  | 6.40,8 (10) | 2.06,3 (7)   | 12.08,6 (10) | 257,110 |
| 7       | Aase Aure          | Norwegia       | 59,3 (11) | 6.34,7 (7)  | 2.08,5 (8)   | 11.40,0 (4)  | 259,333 |
| 8       | Erna Larsen        | Norwegia       | 56,8 (8)  | 6.38,9 (8)  | 2.10,7 (9)   | 11.57,5 (9)  | 260,383 |
| 9       | Drahuna Vorkurková | Czechosłowacja | 59,2 (10) | 6.59,2 (11) | 2.19,0* (10) | 11.40,8 (5)  | 268,647 |
| NU      | Lorry Knudsen      | Norwegia       | 57,9 (9)  | 6.33,0 (5)  | NU           | 11.42,7 (6)  | 193,670 |
| NS      | Randi Thorvaldsen  | Norwegia       | 53,3 (2)  | 6.07,8 (2)  | 1.58,3 (2)   | NS           | 173,750 |

Legenda:

NU – nie ukończyła

NS – nie została sklasyfikowana